# Thamniopsis stenodictyon
Thamniopsis stenodictyon är en bladmossart som beskrevs av Oliveira-e-silva och Koji Yano 1998. Thamniopsis stenodictyon ingår i släktet Thamniopsis och familjen Hookeriaceae. Inga underarter finns listade i Catalogue of Life.